# 科和索藏斯
科和索藏斯（法語：Caux-et-Sauzens，法語發音：[ko e sozɛ̃s] ⓘ）是法国奥德省的一个市镇，属于卡尔卡松区。

## 地理
科和索藏斯（43°13'32"N, 2°15'20"E）面积9 平方千米，位于法国奧克西塔尼大區奥德省，该省份为法国南部沿海省份，北起塔恩省，西北接上加龙省，西接阿列日省，南至东比利牛斯省，东临地中海，东北与埃罗省接壤。
与科和索藏斯接壤的市镇（或旧市镇、城区）包括：阿莱拉克、阿尔藏斯、卡尔卡松、拉瓦莱特、珀藏斯、维勒塞克朗德。
科和索藏斯的时区为UTC+01:00、UTC+02:00（夏令时）。

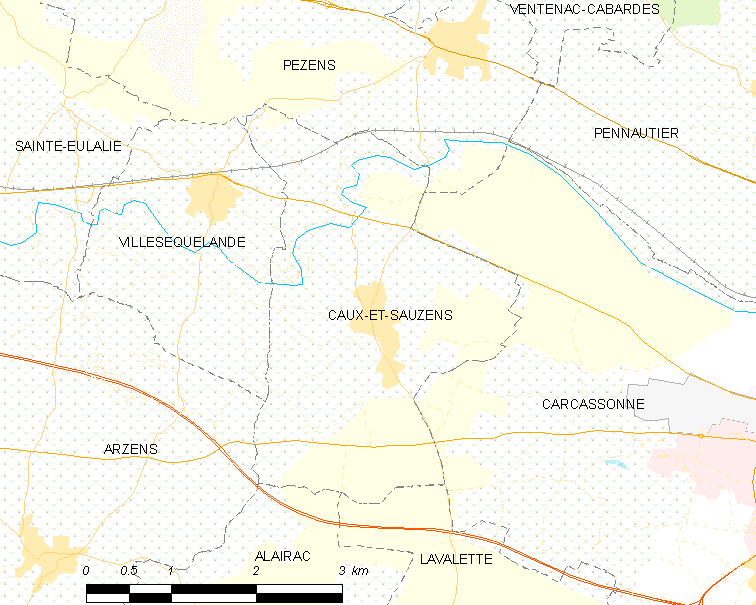
科和索藏斯的OSM定位图

## 行政
科和索藏斯的邮政编码为11170，INSEE市镇编码为11084。

## 政治
科和索藏斯所属的省级选区为努瓦尔山区拉马勒佩尔县。

## 人口

1962-2008年间科和索藏斯人口变化图示

科和索藏斯于2022年1月1日时的人口数量为1013人。